# 박희순
박희순(朴喜洵, 1970년 2월 13일 ~ )은 대한민국의 배우이다.

## 출연 작품

### 영화
- 1994년 《우리 시대의 사랑 1~6》
- 1994년 《2001 이매진》
- 2002년 《쓰리》
- 2002년 《보스 상륙 작전》
- 2004년 《귀여워》
- 2004년 《가족》
- 2005년 《남극일기》
- 2005년 《러브 토크》
- 2007년 《세븐 데이즈》- 김성열 역
- 2007년 《헨젤과 그레텔》
- 2008년 《바보》
- 2008년 《나의 친구, 그의 아내》
- 2009년 《작전》
- 2009년 《우리집에 왜 왔니》
- 2009년 《10억》
- 2010년 《맨발의 꿈》
- 2011년 《혈투》
- 2011년 《의뢰인》 - 안민호 역
- 2012년 《가비》
- 2012년 《간기남》-  강선우 역
- 2013년 《용의자》
- 2016년 《올레》
- 2016년 《밀정》 - 김정옥 역
- 2017년 《브이아이피》
- 2017년 《남한산성》
- 2017년 《1987》
- 2018년 《머니백》
- 2018년 《마녀》 - 미스터 최 역
- 2018년 《물괴》 - 중종 역
- 2018년 《리벤져》 - 카를로스 쿤 역
- 2018년 《점박이 한반도의 공룡 2: 새로운 낙원》 - 점박이 역 (목소리)
- 2018년 《별리섬》
- 2019년 《히치하이크》 - 현웅 역
- 2019년 《썬키스 패밀리》 - 오준호 역
- 2019년 《봉오동 전투》- 독립군 포로 역 (특별출연)
- 2019년 《광대들: 풍문조작단》 - 세조 역
- 2022년 《경관의 피》 - 황인호 역
- 2025년 《어쩔수가없다》 - 최선출 역

### 드라마
| 연도 | 방송사    | 제목                  | 역할   | 비고      |
| ---- | --------- | --------------------- | ------ | --------- |
| 2007 | KBS2      | KBS 드라마시티 저수지 |        |           |
| 2007 | KBS2      | 얼렁뚱땅 흥신소       | 백민철 |           |
| 2013 | SBS       | 내 연애의 모든 것     | 송준하 |           |
| 2015 | OCN       | 실종느와르 M          | 오대영 |           |
| 2019 | JTBC      | 아름다운 세상         | 박무진 |           |
| 2021 | Netflix   | 마이 네임             | 최무진 |           |
| 2021 | Apple TV+ | Dr. 브레인            | 이강무 |           |
| 2022 | Netflix   | 모범가족              | 광철   |           |
| 2022 | SBS       | 트롤리                | 남중도 | 16부작    |
| 2023 | Disney+   | 무빙                  | 김덕윤 | 특별 출연 |
| 2024 | Netflix   | 선산                  | 최성주 |           |
| 2025 | TV 조선   | 컨피던스맨 KR         | 명구호 |           |

### 연극
- 《심청이는 왜 두번 인당수에 몸을 던졌는가》
- 《백마강 달밤에》
- 《서푼짜리 오페라》
- 《춘풍의 처》
- 《새들은 횡단보도를 건너지 않는다》
- 《부자유친》
- 《로미오와 줄리엣》
- 《클로저》
- 《아트》
- 《줄리에게 박수를》
- 기타 여러 가지 연극

### 뮤지컬
- 《그리스》 케니키 역
- 《록키호러쇼》 닥터 프랑큰퍼트 역
- 《비언소》

## 방송
- tvN 《여름방학》
- KBS 해피투게더3

## 수상 및 후보
| 연도 | 시상식                       | 부문                                                | 작품                | 결과 |
| ---- | ---------------------------- | --------------------------------------------------- | ------------------- | ---- |
| 2004 | 제3회 대한민국 영화대상      | 신인남우상                                          | 가족                | 후보 |
| 2007 | KBS 연기대상                 | 남자 단막극상                                       | 드라마시티 - 저수지 | 후보 |
| 2008 | 제17회 부일영화상            | 남우조연상                                          | 세븐 데이즈         | 후보 |
| 2008 | 제29회 청룡영화상            | 남우조연상                                          | 세븐 데이즈         | 수상 |
| 2008 | 제7회 대한민국 영화대상      | 남우조연상                                          | 세븐 데이즈         | 수상 |
| 2008 | 제9회 부산영화평론가협회상   | 남우조연상                                          | 세븐 데이즈         | 수상 |
| 2008 | 제4회 대한민국 대학영화제    | 남우조연상                                          | 세븐 데이즈         | 수상 |
| 2009 | 제17회 춘사영화제            | 남우조연상                                          | 작전                | 수상 |
| 2010 | 제47회 대종상                | 남우주연상                                          | 맨발의 꿈           | 후보 |
| 2010 | 제8회 대한민국 영화대상      | 남우주연상                                          | 맨발의 꿈           | 후보 |
| 2010 | 제31회 청룡영화상            | 남우주연상                                          | 맨발의 꿈           | 후보 |
| 2014 | 제9회 맥스무비 최고의 영화상 | 최고의 남자조연배우상                               | 용의자              | 후보 |
| 2018 | 제54회 백상예술대상          | 영화부문 남자 조연상                                | 1987                | 수상 |
| 2023 | SBS 연기대상                 | 미니시리즈 멜로·로맨틱 코미디부문 남자 최우수연기상 | 트롤리              | 후보 |